# Etsy
Etsy是一個美国網路商店平台，以手工藝成品買賣為主要特色， ，曾被紐約時報拿來和eBay，Amazon比較，被譽為「祖母的地下室收藏」。

## 历史
- Robert Kalin，Chris Maguire和Haim Schoppik在2005年6月18日成立的Etsy網站，前身是一家稱為iospace的小公司。隨後有Matthew Stinchcomb（French Kicks網站成立者）和Jay Nuzzolillo，Simon Forman與Alex Somma加入。投資者則為Union Square Ventures還有Flickr與Del.icio.us的成立者。[5]

- 在2007年5月，Etsy網站的銷售達到170萬美元。[6] 7月29日，Etsy達到一百萬的銷售，並預期在2007年12月中能達成兩百萬美元的銷售。2007年11月，總計Etsy上買家花了四百三十萬美元購買約三十萬項Etsy上刊登的商品，與同年的10月相比，成長了43%。該站原先預期在2007年6月能開始有利潤，但直到2007年的12月，Etsy都還是一個沒有利潤營收的網站公司。[7]目前Etsy的營收來自陳列商品手續費，每一件商品收取美金20分，如賣出商品，則收取商品售價3.5%的手續費[8]，多數Etsy的商品價格在美金$15到$20元間，而多數的賣家都為女性[9]。目前Etsy有一個固定的辦公室在紐約市布魯克林區。稱為「Etsy Lab」。所有Etsy的公關、促銷和財務等都由此辦公室負責。 2011年9月單月賣出2340萬件商品，目前在一百五十個國家中有一百一十萬名註冊的使用者，並且已經爬升到Alexa全球前兩百大的網站。
- 2020年4月，Etsy向網站上的所有賣家發出電話，要求他們開始製作口罩來對抗Covid-19。口罩在第三季度約佔商品銷售總額的11％，大約售出2400萬。在 2020 年 COVID-19 大流行期間，Etsy 的股價翻了兩番多。 D.A. Davidson Tom Forte的股票分析師表示，大流行使客戶有動力多次返回網站，而不是通常偶爾購買獨特的產品。[10]。
- 2021年6月2日，Etsy宣布同意以16.3億美元收購購物應用Depop。 [10]

## 外部連結
- Etsy（页面存档备份，存于）
- Etsy.com — 便宜的材料卻創造倍數價值的手工藝商品網站